# Мата, Хайме
Ха́йме Ма́та Арнаи́с (исп. Jaime Mata Arnaiz; род. 24 октября 1988, Мадрид) — испанский футболист, нападающий клуба «Лас-Пальмас».
Выступал, в частности, за клубы «Льейда Эспортиу», «Жирона» и «Реал Вальядолид», а также сыграл один матч за сборную Испании.

## Клубная карьера
Родился 24 октября 1988 года в городе Мадрид. Воспитанник юношеских команд футбольных клубов «Трес Кантос» и «Галактико Пегазо».
Во взрослом футболе с 2008 по 2010 находился на контракте в клубе «Галактико Пегазо».
К составу клуба «Райо Вальекано Б» присоединился в 2010 году. Отыграл за клуб следующие три сезона своей игровой карьеры, с перерывами на уходу в аренду. Большинство времени, проведенного в составе, был основным игроком атакующей звена команды. В составе был одним из главных бомбардиров команды, имея среднюю результативность на уровне 0,4 гола за игру первенства.
В 2010 году ушел в аренду в клуб «Сокуэльямос». В новом клубе был среди лучших голеодоров, отличаясь забитым голом в среднем в каждой третьей игре чемпионата.
С конца 2010 года один сезон защищал цвета клуба «Мостолес» на правах аренды. И в этой команде продолжал регулярно забивать, в среднем 0,68 гола за каждый матч чемпионата.
С 2011 года снова, на этот раз один сезон защищал цвета клуба «Райо Вальекано Б». Тренерским штабом клуба также рассматривался как игрок «основы».
С 2012 года два сезона выступал за клуб «Льейда». Тренерским штабом клуба также рассматривался как игрок «основы». И в этой команде продолжал регулярно забивать, в среднем 0,4 гола за каждый матч чемпионата.
С 2014 года два сезона защищал цвета клуба «Жирона». Тренерским штабом клуба также рассматривался как игрок «основы».
С 2016 года два сезона играл за «Реал Вальядолид». Тренерским штабом клуба также рассматривался как игрок «основы». И в этой команде продолжал регулярно забивать, в среднем 0,57 гола за каждый матч чемпионата.
К составу клуба «Хетафе» присоединился в 2018 году.

## Выступления за сборную
В 2019 году дебютировал в официальных матчах в составе национальной сборной Испании.